# وزارة الري والموارد المائية (السودان)
وزارة الري والموارد المائية السودانية، هي وزارة تتبع الحكومة السودانية.

## التاريخ
تم إنشاء وزارة الري كمصلحة في العقد الثاني من القرن العشرين للأشراف على عمليات الري ورصد تصرفات النيل وتولت مسئولية الري بمشروع الجزيرة .
وتوالي اتساع مهام وزارة الري بعد الاستقلال فأنشت مشروع المناقل عام 1958م ومشروع حلفا الجديدة الزراعي عام 1965م ومشاريع طلمبات النيلين الأبيض والأزرق بعد تحويلها للإصلاح الزراعي ثم مشروع السوكى 1971م والرهد 1978م وتوسعت الاختصاصات لتضم المسح والتخطيط ، والتصميم والتنفيذ لمشاريع البنيات التحتية الكبري والبحوث والمياه والتعاون مع دول حوض النيل وبحلول عقد التسعينات أصبحت الوزارة مسئولة عن كافة الموارد المائية بالسودان.

## اختصاصات الوزارة
أصبحت اختصاصاتها الرئيسية على النحو التالي :
1- إعداد الخطة القومية للموارد المائية في السودان والعمل على تطويرها وتحديثها.
2- رصد الموارد المائية بالبلاد وجمع المعلومات والبيانات الخاصة بها والعمل على تحليلها وتقويمها.
3- وضع السياسات الخاصة باستخدام الموارد المائية سواء سطحيه أو جوفية والعمل على تحديثها دورياً واتخاذ التدابير للمحافظة عليها واستغلالها بصورة مثلى لتحقيق الأهداف.
4- تخطيط وتقييم المشروعات الجديدة وتنفيذها بجانب تقويم التصميمات الهندسية للمشروعات التي تقدمها جهات أخرى والأشراف على تنفيذها.
5- الإشراف على إنشاء الخزانات وتشغيل الخزانات وإداراتها بكفاءة والأشراف علي صيانتها والمحافظة عليها.
6- تشغيل وصيانة مشاريع الري القائمة بتوفير الاحتياجات المائية للمحاصيل خاصة المشاريع القومية وتقديم العون الفني للمشاريع الولائية.
7- القيام بالبحوث العلمية الهيدرولوجية وبحوث للمنشآت المائية والهيدروليكية وقنوات الري ومجاري الأنهار وآثار الفيضانات والأطماء وكل ما يتصل بتطوير وتشغيل مرافق الري والموارد المائية ومياه الشرب.
8- تطوير التعاون الفني مع دول حوض النيل ودول حوض الحجر الرملي النوبي وتوثيق للعلاقات مع المنظمات الدولية والإقليمية العاملة في مجال المياه والري.
9= تأهيل وتدريب الكوادر البشرية في مجال الموارد المائية شاملة الخزانات والسدود والري والصرف ومنشآت مياه الشرب.

## الأهداف الإستراتيجية للوزارة
تتمثل الأهداف الإستراتيجية لوزارة الري في:
1- رصد وجمع البيانات الهايدرولوجيه للنيل وفروعه لتحديد حجم الموارد المائية مع رصد حركة الطمى وتحليل هذه البيانات وتحديد وحصر استهلاك السودان وحساب سحوباته من مياه النيل.
2- رصد وجمع وتحليل المياه الجوفية ومياه الأودية والخيران والآبار وتحديد نوعية المياه حسب الغرض منها.
3- إجراء الدراسات وتصميم وإنشاء الخزانات والسدود الصغيرة على الأودية والخيران للاستفادة من مياهها في مياه الشرب والزراعة.
4- الإيفاء بالاحتياجات المائية للمشاريع المروية القومية وذلك من خلال الصيانات الدورية للمنظمات المائية وإزالة الاطماء والحشائش من القنوات وتأهيل وصيانة وتشغيل الأبواب والطلمبات الضاخة للمياه لبعض هذه المشاريع أو جزء منها وملأ الخزانات لضمان توفر المياه.
5- صيانة الخزانات والمحافظة عليها عن طريق الصيانة الدورية والتأهيل حسب المطلوب حتى نتمكن من أداء الغرض منها.
6- إجراء البحوث العلمية المرتبطة بتنمية وتطوير وإدارة الموارد المائية في مجالات مياه الشرب والزراعة والطاقة المائية والصناعة والملاحة والتنوع الإحيائي وتهذيب المجاري المائية والحماية من الفيضانات وموجات الجفاف ومكافحة الهدام.
7- القيام بالتنبؤ بحجم الفيضانات للتحكم في إدارته والتنبؤ بفترة الانحسار لحسن إدارته.
8- تحديد سياسات ومشروعات زيادة إيراد النيل.
9- نشر وتبادل المعرفة مع المراكز والمعاهد والمؤسسات التخصصية في مجالات البحوث المتشابهة.
10- تقديم الاستشارات الهندسية التخصصية للمؤسسات بكل من القطاعين العام والخاص والأفراد.
11- القيام بالمسوحات الدورية المنتظمة للكوادر الفنية لتوفير فرص التدريب الداخلي والخارجي للقوى العاملة.
12- إحكام التنسيق مع دول الجوار التي تشاركنا في المياه العابرة وذلك بغرض الإدارة المشتركة لهذه المياه وتبادل المعلومات والتجارب الفنية وكسب الخبرات في مجال إدارة الموارد المائية.